# Montmachoux
Montmachoux ist eine französische Gemeinde mit 228 Einwohnern (Stand: 1. Januar 2022) im Département Seine-et-Marne in der Region Île-de-France. Sie gehört zum Arrondissement Provins und zum Kanton Nemours.
| Esmans          |         | La Brosse-Montceaux |
|                 | Kompass |                     |
| Thoury-Férottes | Voulx   | Diant               |

## Sehenswürdigkeiten
Siehe auch: Liste der Monuments historiques in Montmachoux
- Kirche Saint-Martin

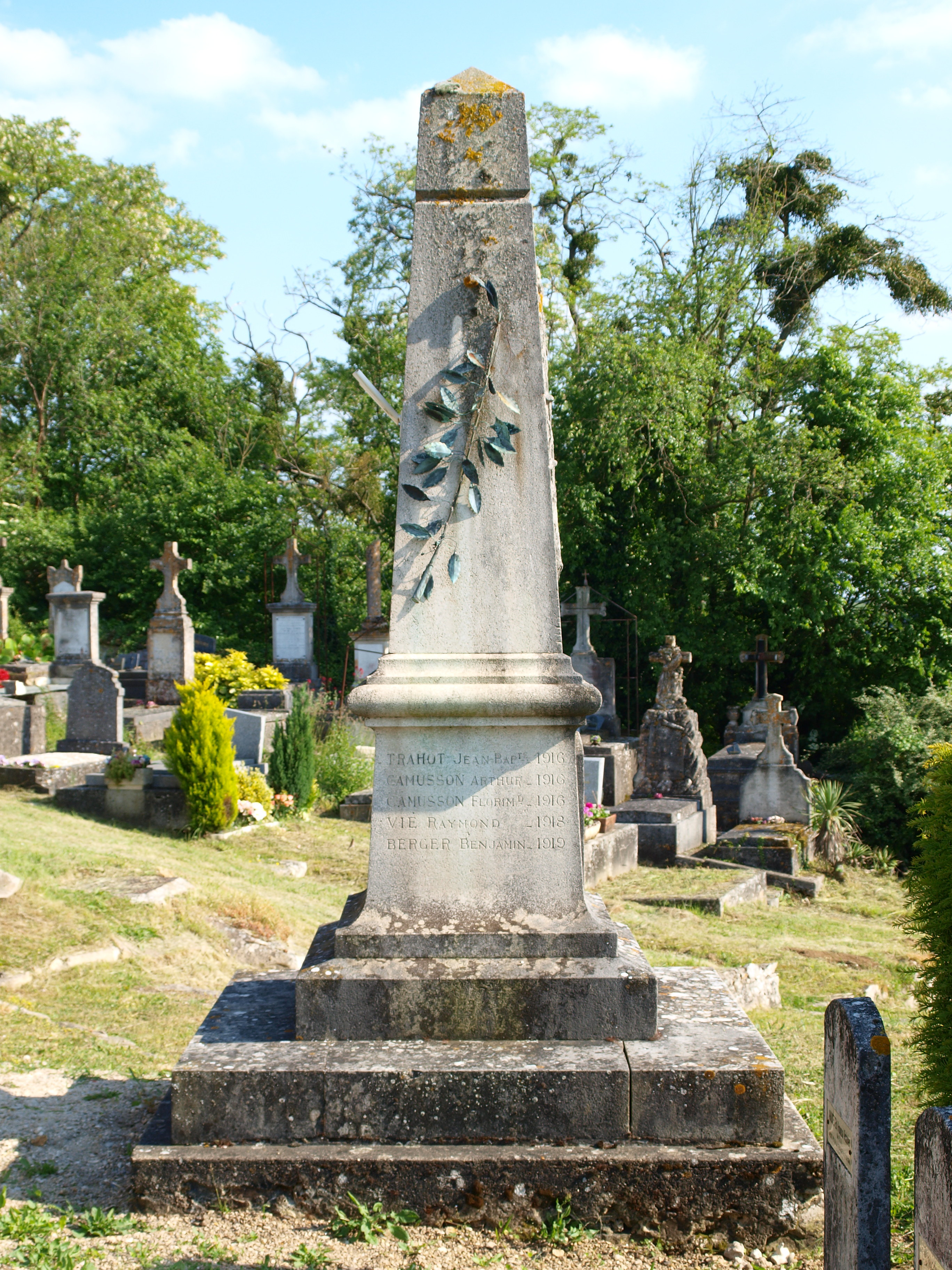
Kriegerdenkmal
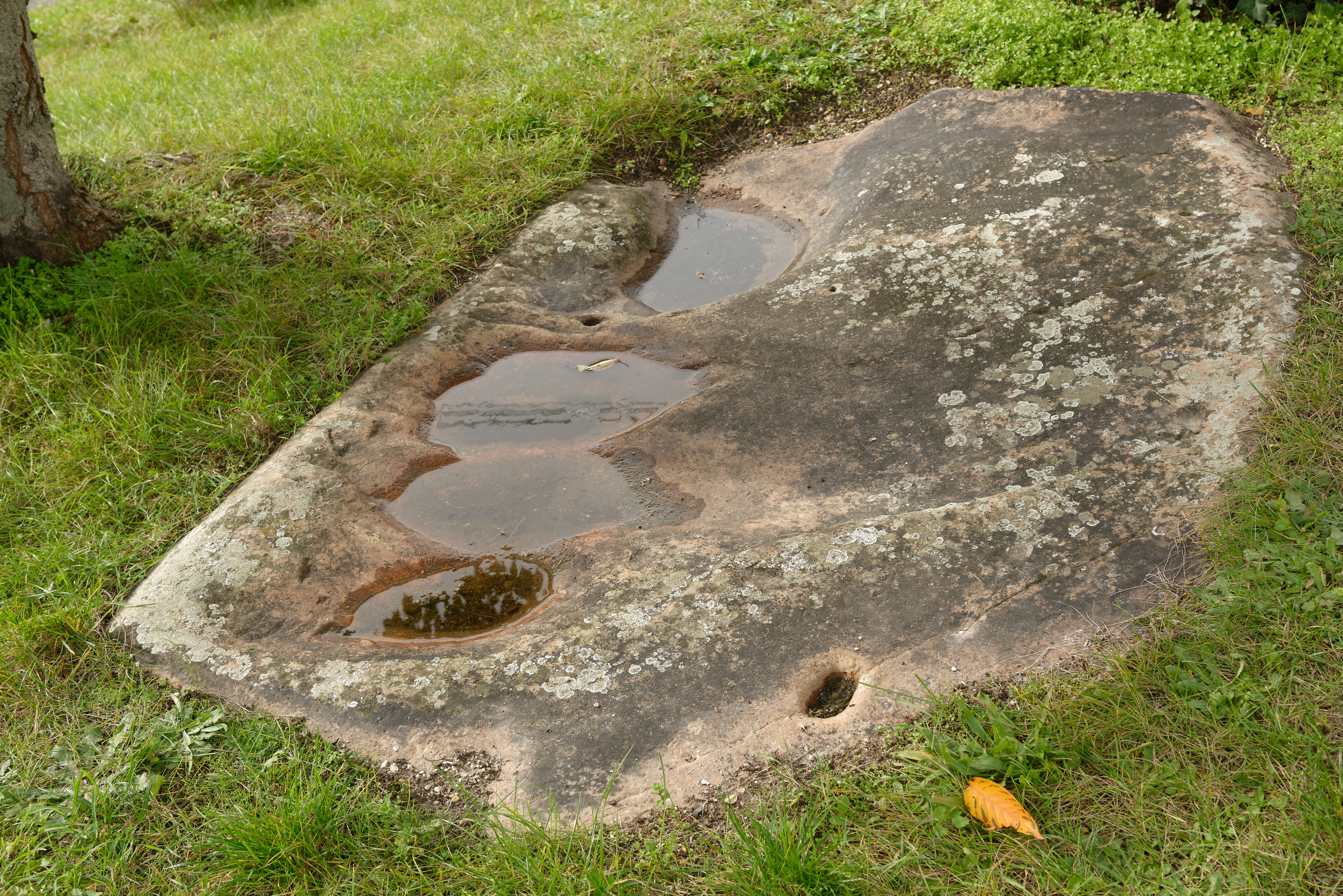
Schalenstein von Montmachoux
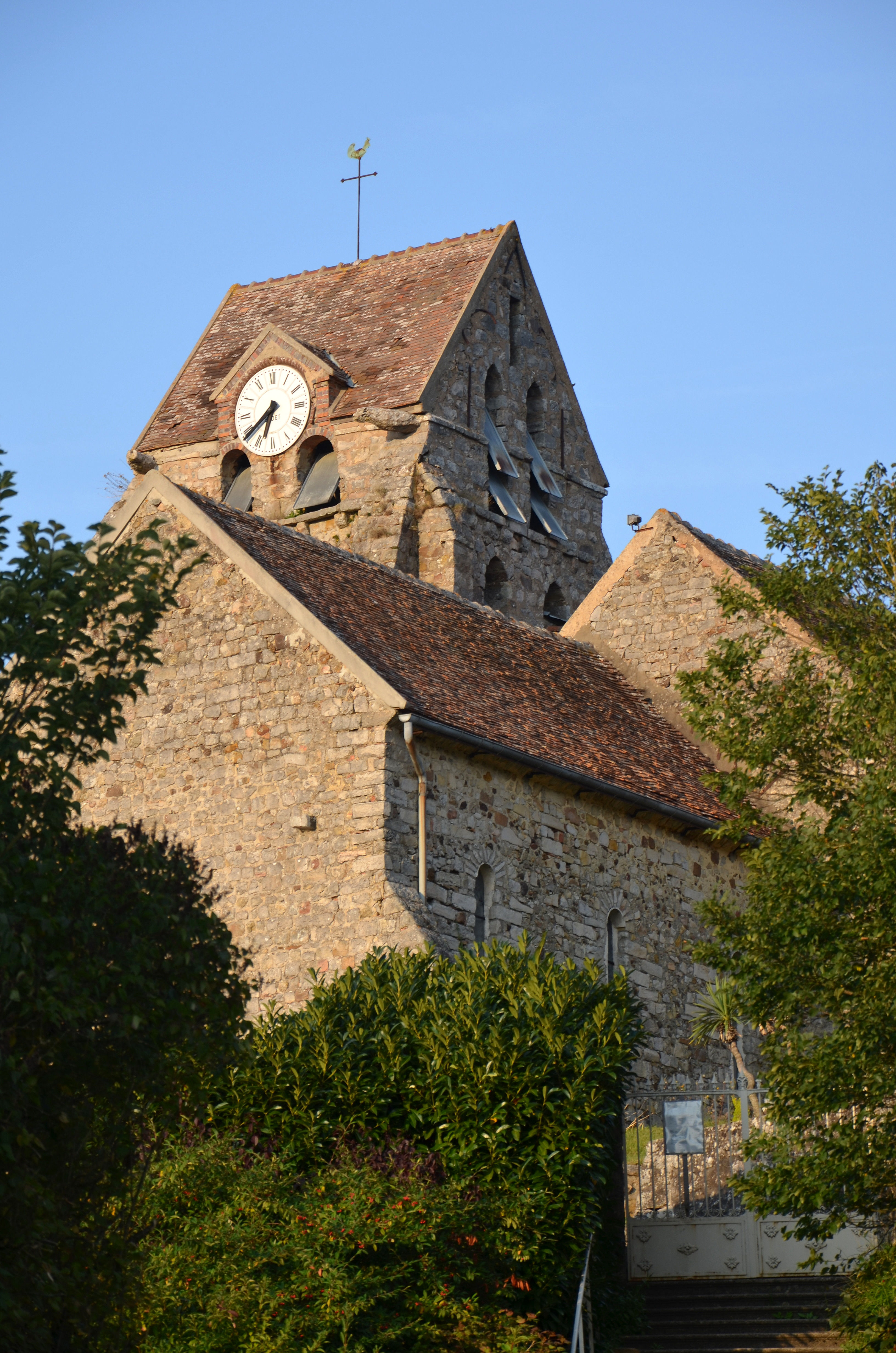
Kirche Saint-Martin